# Hubbardia joshuensis
Espèce
Synonymes
- Trithyreus joshuensis Rowland, 1971

Hubbardia joshuensis est une espèce de schizomides de la famille des Hubbardiidae.

## Distribution
Cette espèce est endémique de Californie aux États-Unis,. Elle se rencontre dans le comté de San Bernardino dans le parc national de Joshua Tree.

## Description
Les mâles mesurent de 6,27 à 6,92 mm et les femelles de 6,52 à 6,85 mm.

## Étymologie
Son nom d'espèce, composé de joshu[a] et du suffixe latin -ensis, « qui vit dans, qui habite », lui a été donné en référence au lieu de sa découverte, le parc national de Joshua Tree.

## Publication originale
- Rowland, 1971 : A new Trithyreus from a desert oasis in southern California (Arachnida: Schizomida: Schizomidae). Pan-Pacific Entomologist, vol. 47, p. 304-309 (texte intégral).